# Bad Taste
Bad Taste (Brasil: Trash - Náusea Total, ou apenas Náusea Total; Portugal: Bad Taste - Carne Humana Precisa-Se) é um filme neozelandês de 1987, do gênero comédia de ação, terror e ficção científica, dirigido por Peter Jackson, com roteiro dele, Ken Hammon e Tony Hiles.

## Sinopse
O filme conta a história de Kaihoro, uma cidade pacata, que de uma hora para outra teve toda a sua população misteriosamente desaparecida... A explicação para o fenômeno não demora a surgir: houve uma invasão alienígenas, que após tomarem a forma humana, saem à caçada da carne de suas vítimas para abastecer uma rede intergaláctica de fast-food. Entre sustos, sangue, decapitações e muito canibalismo, prepare os seus olhos e o seu estômago para uma aventura rumo à escatologia total.

## Elenco
- Peter Jackson - Derek/Robert
- Terry Potter - Ozzy/Alien de 3.ª classe
- Craig Smith - Giles/Alien de 3.ª classe
- Doug Wren - Lorde Crumb
- Mike Minett - Frank/Alien de 3.ª classe
- Pete O'Herne - Barry/Alien de 3.ª classe
- Peter Vere-Jones - Lorde Crumb (voz)